# История Ботанического сада Петра Великого

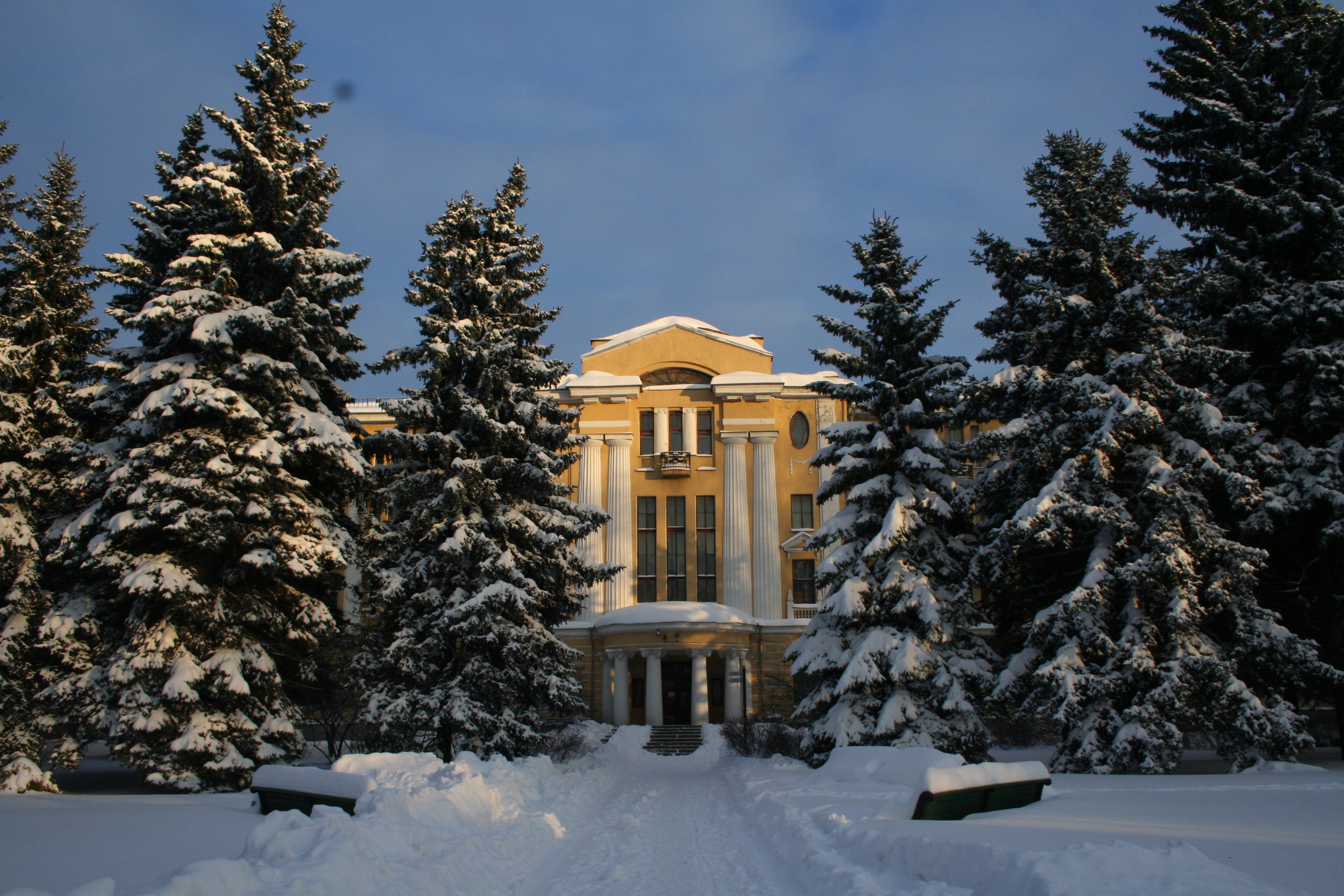
Здание ботанического института имени В. Л. Комарова РАН, расположенное на территории Ботанического сада.

История Ботанического сада Петра Великого начинается до 1713 года, это один из старейших ботанических садов России, расположенный на Аптекарском острове в Санкт-Петербурге. 

## Сад в XVIII веке
Ботанический сад в Санкт-Петербурге ведёт свою историю от Аптекарского сада, или Аптекарского огорода.
Аптекарские сады в России устраиваются уже со времён Михаила Фёдоровича для содержания аптек казённых и полевых; при Алексее Михайловиче было три аптекарских сада.
Первый (не сохранившийся) подобный садик в Санкт-Петербурге был разведён на нынешней Большой Охте, близ развалин крепости Ниеншанц. Существовали также Аптекарские огороды на Мойке.
Точная дата основания Аптекарского огорода не установлена, так как почти все документы сгорели в 1737 году. Царь Пётр при переносе столицы из Москвы в Петербург распорядился об устройстве «столь нужного для врачебного дела учреждения» как Аптекарский огород «для сеяния на нем лекарственных трав и цветов». Под Аптекарский огород было отведено «глухое место» между иноверческими кладбищами на Вороньем острове, который по своему новому назначению получил название Аптекарского. Аптекарский огород упоминается в Первой переписи Петербурга 1713 года: «...перепись начата от церкви Троицы по берегу р. Большой Невы и Невки до Аптекарского острова, уже в ту пору отведенного под Аптекарский огород».
Главная цель этого сада состояла в разведении лекарственных трав.
Постепенно территория сада расширялась за счёт покупки и присоединения к нему отдельных участков.
В 1735 году Аптекарский огород был переименован в Медицинский, руководство которым поручили немецкому ботанику И. Г. Сигизбеку. При нём начали проводиться научные исследования, стали выращивать и декоративные растения, была создана коллекция сибирских растений, издан первый каталог всех коллекций («Primitae Florae Petropolitanae», 1736), который включал 1275 видов, выстроена оранжерея для заморских теплолюбивых растений, проведена первая инвентаризация «африканских и экзотических растений», согласно которой в трёх деревянных оранжереях Сада их было 921 единица.
При Екатерине II сад имел в длину 300, а в ширину 200 саженей (то есть 640 на 425 метров); был построен большой деревянный дом, в котором жил профессор ботаники, а летом — президент Медицинской коллегии. В то время здесь усердно разводили «тунгусский чаёк» (Spiraea ulmaria L.) — считалось, что это — прекрасное потогонное средство при простудных и лихорадочных болезнях.
Сад всегда находился в тесной связи с врачебными и учебными заведениями столицы, служа им пособием при преподавании ботаники; здесь читали лекции ботаники: Буксбаум — первый ботаник-специалист, управлявший садом, совершивший несколько экскурсий по России и обогативший аптекарские питомники первыми редкими видами русских растений, Фишер, Сигезбек, Рудольф, Стефан и другие; они же и управляли садом, который был разведён архиатером Блюментростом. Здесь также работал Гаспар Фохт, приглашённый в столицу Петром в 1718 году и разводивший сады Летний и Аптекарский.
В соседстве с Садом было открыто училище для детей канцелярских служителей Медицинской коллегии, первым директором которой был штаб-лекарь Парпура, под ведением которого находилась также вновь учреждённая медицинская типография (впоследствии типография Министерства внутренних дел).
В 1798 году Сад был переименован в Ботанический.

## Сад в XIX веке

### Переустройство приАлександре I
В 1806—1809 году Сад потерял часть своей территории, поскольку его директор, профессор Стефан, отдал её под огороды в ведомство Полицейского департамента МВД. В 1823 году Ботанический сад, вследствие скудости средств (12 000 рублей ассигнациями в год), находился в плачевном состоянии. Он имел два отдела: медицинский и ботанический, но число растений последнего было невелико — не более 1500 видов, и при этом никаких научных коллекций и пособий. В это время на него обратил внимание управляющий Министерством внутренних дел граф Виктор Павлович Кочубей и задумал преобразовать сад, сделав его не только местом разведения лекарственных трав, но, главным образом, местом науки. Он представил Александру I доклад  «Об устройстве Ботанического сада на Аптекарском острове, с наименованием его Императорским», который был рассмотрен и высочайше одобрен 22 марта 1823 года. После Высочайшего соизволения Сад получил наименование Императорского, а его директором стал профессор ботаники Ф. Б. Фишер. Вскоре после этого для занятия должности старшего садовника прибыл из Лондона Ф. Г. Фальдерманн.
В 1823 году Министерство Императорского двора выделило значительные средства на строительные работы в Саду, основная часть которых — 560 тыс. рублей — была отпущена на постройку Большой каменной оранжереи по проекту архитектора И. И. Шарлеманя 1-го.
Продолжая заниматься разведением аптекарских трав, Императорский Ботанический сад имел с тех пор главной целью научную деятельность, для чего он приобретал на ассигнованные ему деньги растения живые и в сухом виде, семена, заводил библиотеку, музей. Кроме того, Сад служил местом обучения садоводству и огородничеству садовых учеников, а также имел отделение для практических занятий студентов.
Первая денежная помощь была Высочайше пожалована в день открытия Сада в размере 100 000 рублей ассигнациями; на эти деньги были приобретены живые растения из коллекций, находившихся в Санкт-Петербурге и его окрестностях. В это же время прибывший из Лондона старший садовник Фальдерманн привёз оттуда значительную коллекцию живых растений. В 1823 году в саду уже содержалось около 15 000 живых растений. В 1824 году Сад становится самостоятельным учреждением со статусом Императорского.

### Преобразования приНиколае I
30 марта 1830 года вышло повеление Николая I передать Ботанический сад из Министерства внутренних дел в ведение Министерства Императорского двора. С этим переходом ежегодно выдаваемая сумма увеличилась почти вдвое (123 000 рублей ассигнациями), личный состав Сада был увеличен ещё в 1829 году. С увеличением средств главное внимание Сада было направлено на преследование научных целей, которым в предыдущий период приходилось уделять так мало времени. С тех пор отменено было обязательство удовлетворять специальным надобностям Медицинской академии: лекции директора Сада для студентов Медико-хирургической академии были упразднены, разведение аптекарских трав сначала уменьшено, а затем и вовсе прекращено. Но в то же время оставлено право пользоваться коллекциями сада различным учебным заведениям столицы, в том числе Петербургским университетом.

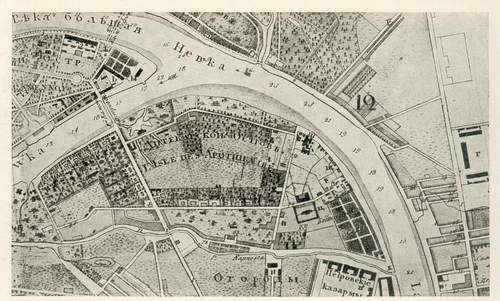
План сада в 1843 году.

Во второй период своей деятельности Ботанический сад достиг такого развития во всех своих частях, что в 1843 году явилась потребность в изменении штата, причём личный состав сада увеличился введением двух новых научных должностей: физиолога и консерватора, и кроме того, прибавлено несколько садовников. При таком изменении и денежные средства потребовалось увеличить; с 1 января 1843 года Высочайше положено было на ежегодный расход сада 54 045 рублей серебром.
5 апреля 1850 года Фишер был уволен от должности директора Сада, которую с февраля 1851 года занял Карл Мейер, стоявший во главе Сада до своей смерти 13 февраля 1855 года. В то же время со смертью князя П. М. Волконского в 1852 году Ботанический сад, оставаясь по-прежнему в ведомстве Министерства двора, был поручен министру уделов и управляющему кабинетом императора, графу Л. А. Перовскому, а по кончине его в 1855 году заведование Садом было возложено на обер-гофмейстера барона П. К. Мейендорфа. В том же году, после смерти К. А. Мейера, обязанности директора Сада были разделены между двумя лицами: административная, хозяйственная и счетоводная части вверены особому чиновнику, не зависящему от директора, со званием товарища директора, затем эта должность стала именоваться управляющим садом; её занял 28 апреля 1855 года барон К. К. Кистер, а с 20 сентября того же года обязанности директора по ученой и садовой части были возложены на Э. Л. Регеля, который оставался в этом звании до упразднения должности управляющего садом в декабре 1866 года.

### Преобразования во второй половине XIX века
24 июля 1863 года указом Александра II повелено было передать Императорский Ботанический сад из ведомства Министерства двора в ведение Министерства государственных имуществ; далее, продолжая наименоваться Императорским, состоять под покровительством и попечением его Императорского высочества великого князя Николая Николаевича и иметь постоянные сношения с Императорской академией наук и научно-практическими ботаническими заведениями Империи для достижения существенной цели сада — развития его сообразно требованиям науки и в применении её к практическому садоводству. Поступив в Министерство государственных имуществ, Сад ещё некоторое время удерживал прежний штат; только 8 ноября 1866 года был утверждён в виде опыта на три года новый штат, и вместе с тем пожалованы Саду особые «Правила для действий Императорского Санкт-Петербургского Ботанического Сада и управления им». По новому штату, окончательно утверждённому 17 марта 1870 года, число научных деятелей Сада было увеличено, но при этом общая штатная сумма осталась та же, что в 1843 году, с прибавлением к ней только дополнительных сумм, выданных до 1863 года, и состояла из 60 903 рублей серебром.
Вскоре после поступления Сада в ведение Министерства государственных имуществ управление им было временно поручено Рудольфу Эрнестовичу Траутфеттеру, утверждённому в 1864 году в звании заведующего Садом, а в 1866 году, согласно положению нового штата, директором.
Научные занятия, принявшие большие размеры, требовали специалистов, для чего вместо прежнего директора по научной и садовой части, были основаны три должности главных ботаников, занятые Регелем, Сергеем Матвеевичем Розановым, скончавшимся в 1870 году, и Максимовичем. В 1870 году утверждён в должности младшего консерватора при музее и лаборатории Александр Фёдорович Баталин. Далее был учреждён при саде особый совет для обсуждения дел по учёной и технической части. Членами совета, кроме директора и главных ботаников, были назначены: попечителем и покровителем Сада — Н. А. Скалон, а от Императорской академии наук — Ф. И. Рупрехт и Максимович.
Ещё одно из важных преобразований в управлении Сада состояло в том, что с этого времени стали нанимать только вольных садовников, а не принадлежащих к придворно-служительскому званию, как то было раньше. С увеличением и развитием пособий возрастала также и научная деятельность Сада. Хотя с 1864 года Сад не был в состоянии отправлять на свои средства путешественников, тем не менее коллекции живых растений, а главное гербарии доставлялись лицами, путешествовавшими по поручению других учёных обществ и бравшими на себя труд собирать коллекции и для Ботанического сада.
Так, А. К. Беккер, проживая в Сарепте, ежегодно предпринимал путешествия в Приволжские степи, Дагестан, Туркмению и другие страны. С 1869 года Ботанический сад начал получать коллекции от известного путешественника по Америке — Венедикта Рецля. Н. А. Северцов — начальник Туркестанской экспедиции — доставил Саду значительное количество растений и семян. Н. М. Пржевальский, отправившись в 1871 году в Монголию, предложил Саду свои услуги для собирания семян и растений. Много ещё и других лиц работало на пользу Сада.
В 1873 году Сад отпраздновал 50-летнюю годовщину своего существования. Научные коллекции Сада находились в то время в столь хорошем состоянии, что он мог принять участие в Венской всемирной выставке, куда в качестве эксперта по садоводству был послан главный ботаник Регель. В следующие годы Сад участвовал во всех выставках садоводства, на которых получал неоднократно похвальные листы и медали.
В 1875 году произошла важная перемена в личном составе Сада — директор Сада, тайный советник Траутфеттер, по расстроенному здоровью и согласно прошению был уволен от службы; место его занял главный ботаник Сада Регель, а младший консерватор Баталин перемещён на должность заведующего биологической лабораторией Сада. В 1876 году скончался старший консерватор П. П. Глен, должность которого в 1877 году была занята младшим консерватором И. Ф. Шмальгаузеном.
Для испытания всхожести семян и определения годности их 15 декабря 1877 года по почину Баталина, который к тому времени был назначен главным ботаником, при биологической лаборатории была открыта станция, куда всякий желающий за определённую плату мог приносить семена для исследования их. Станция была создана по типу первой в мире Семенной контрольной станции Ф. Ноббе (Тарандт, Германия). С помощью профессора Ноббе Баталин за свой счёт приобрёл приборы для определения всхожести семян. С 1 января 1878 года станция приступила к работе.
Из путешественников, работавших для Сада в 1877 году, надо отметить А. Регеля, отправившегося в Семиреченский край, и натуралиста Уоллеса, собравшего коллекции в различных местах тропической Америки.
В 1879 году в личном составе Сада произошло изменение: старший консерватор Сада Шмальгаузен оставил эту должность, будучи выбран экстраординарным профессором ботаники в Киевский университет; место старшего консерватора занял помощник директора Дерптского ботанического сада — К. Ю. Винклер.
Продолжая ежегодно выдавать средства на научные путешествия, Сад обогащался всё новыми коллекциями отдалённых стран. Из числа приобретений надо указать на богатую коллекцию монгольских и китайских растений, собранную почётным членом Сада Н. М. Пржевальским во внутренних областях Китая.
В октябре 1888 года Сад лишился одного из усерднейших своих деятелей Н. М. Пржевальского, скончавшегося 20 октября в Караколе, во время своего пятого путешествия по Центральной Азии. Вскоре после того, 12 января 1889 года, скончался почётный член Сада Е. Р. фон Траутфеттер, а в начале 1891 года Ботанический сад лишился одного из самых крупных своих сотрудников, К. И. Максимовича, который своими долголетними путешествиями и обработкой гербариев Восточной и Центральной Азии сослужил Саду огромную службу.
20 апреля 1892 года директором Сада был назначен Александр Фёдорович Баталин, он был первым русским (не иностранцем) его директором.
С 1893 года в Ботаническом саду было организовано чтение публичных лекций на ботанические темы.
В 1894 году в Саду была открыта низшая школа садоводства и началась капитальная перестройка ряда оранжерей, в Международной выставке плодоводства в Санкт-Петербурге.
В 1896 году Сад принял участие во Всероссийской выставке в Нижнем Новгороде.

### Отделы Сада

##### Гербарная коллекция
При учреждении Сада никакого гербария в нём не было, и первым приобретением по этой части был сибирский гербарий ветеринарного врача В. В. Гаупта, заключавший в себе до 1 000 видов; в следующие годы было приобретено много других гербариев из разных стран, в том числе коллекция сухих растений профессора Эшшольца, собранная во время кругосветного плавания. Ежегодно гербарий Сада пополнялся новыми коллекциями, присылаемыми сюда путешественниками, отправлявшимися с научными целями в разные страны, для чего давались средства из сумм, получаемых Садом. Кроме того, Сад получил два очень ценных гербария: один из них поднесён императору Александру II в 1855 вдовой покойного директора Сада Фишера; другой гербарий пожертвован вдовой бывшего профессора Дерптского университета Ледебура; последний гербарий важен как комментарий известного сочинения Ледебура «Flora Rossica» и послужил основанием одной из самых важных в научном отношении коллекций Сада — Русского Гербария.
Масса других богатых гербариев приобреталась постоянно, пока в 1856 году, согласно распоряжению графа Л. А. Перовского, а по смерти его — барона П. К. Мейендорфа, покупка гербариев не была запрещена. Они держались того мнения, что Сад главное внимание должен обращать на культуру декоративных растений, требование которых было очень велико, на устройство для этой цели особых оранжерей, а сообразно с этим требовалось увеличить число садовников. Несмотря на такие нововведения, гербарий продолжал увеличиваться, но растения добывались путём обмена на дублеты, имевшиеся в Саду. В 1864 году министр государственных имуществ А. А. Зеленой вновь разрешил покупку сухих растений. Таким образом гербарий Сада быстро увеличивался не только количественно, но и качественно, и в конце XIX века был одним из обширнейших и ценнейших в мире.
Большое количество получаемых ежегодно гербариев, множество других дел по Саду и небольшое число учёных ботаников, которые могли разрабатывать гербарий — всё это мешало точному ведению этого дела, так что до 1857 года гербарий был разрознен, и только потом началась усиленная работа по сортировке сухих растений.
Самые большие коллекции Сада — травники Фишера, Ледебура, Мертенса, Стефана, Шумахера — и другие коллекции меньшего объёма были соединены в один главный, или общий, гербарий (лат. herbarium generale) по системе Эндлихера. Для удобства пользования гербарием от общего были отделены следующие 3 гербария:
- Садовый гербарий (лат. herbarium hortense), заключавщий в себе растения, разведённые в Саду
- Русский гербарий (herbarium rossicum), в основании которого положен гербарий Ледебура
- Гербарий растений Санкт-Петербургской губернии (herbarium Petropolitanum).

Кроме этих четырёх гербариев в 1865 году К. И. Максимович приступил к разработке флоры Японии, составившей пятый гербарий — японский (лат. herbarium japonicum).

#### Музей Сада
Одновременно с расширением гербария увеличивался и музей Сада, в котором хранились предметы растительного царства, которые не могут содержаться в бумаге. Все предметы музея распределены на 5 коллекций: карпологическую, ксилологическую, или дендрологическую, анатомическую, ископаемых растений и, наконец, предметов по прикладной ботанике.
Особенно интересна была коллекция Амурского края, состоявшая из 700 ископаемых растений, приобретенная в 1864 году у Ф. Б. Шмидта; также немаловажное значение имело собрание древних свайных построек в Швейцарии, полученное от Мессикомера в 1865 году.
Музей находился сначала под ведением Фишера, затем переходил к другим лицам и, наконец, в 1870 году консерватором музея был назначен А. Ф. Баталин, которому принадлежит бесспорная заслуга благоустройства музея.

#### Библиотека
При основании Императорского Ботанического сада в нём не было ни одной книги, и только в 1824 году сделано первое и очень ценное приобретение, а именно библиотека, оставшаяся после смерти профессора Стефана; заключала она в себе 637 сочинений в 1 185 томах.
Вслед за тем стали выписывать книги из-за границы, и приобретались сразу целые библиотеки, как, например, библиотека профессора Мертенса, затем 900 томов ботанических сочинений из бывшего Горенкского сада, множество книг, купленных в Англии, Германии и Франции директором Сада Фишером во время его командировки в 1824 году за границу. Было время, когда можно было смело сказать, что едва ли существует другая столь обширная ботаническая библиотека, как библиотека Императорского Ботанического сада. Некоторое время в ней работал Н. Е. Цабель, впоследствии возглавивший Никитский ботанический сад.

#### Семинария
Занятия Семинарии сада состояли в собирании и сортировке семян, отправлении их за границу, выписывании по каталогам семян из других садовых заведений и в составлении каталога семян сада. Первый каталог семян вышел в 1835 году.

#### Биологическая лаборатория
Биологическая лаборатория Сада учреждена в 1868 году с введением должности главного ботаника по части растительной биологии. Заведование лабораторией было поручено сначала С. М. Розанову, потом перешло в ведение Максимовича, а с 1870 году она находилась под непосредственным наблюдением Баталина.

### Печатные труды
Литературная деятельность Сада началась только в 1835 году, когда стал выходить ежегодно каталог семян под заглавием «Index seminum, quae Hortus botanicus Imperialis Petropolitanus pro mutua commutatione offert». Результаты же наблюдений отдельных лиц, работавших в Саду, печатались по большей части на счёт авторов или в записках других учёных заведений, и только очень ограниченное число работ было издано Садом в виде отдельных брошюр. Сделанный в 1853 году опыт первого ботанического журнала Сада под заглавием «Schriften aus dem ganzen Gebiete der Botanik» ограничился одним выпуском. Штатные живописцы, работавшие с 1824 по 1852 годы, заготовили богатое собрание превосходно раскрашенных изображений растений, из числа которых только небольшое количество было напечатано в «Sertum Petropolitanum», изданном в 1846, 1852 и 1869 годах. Только в 1871 году, с разрешения министра государственных имуществ Зеленого, был издан первый сборник научных трудов служащих при Ботаническом саде; издание это продолжало выходить отдельными тетрадями различного объёма, заключая в себе статьи по всем отраслям чистой и прикладной ботаники разных лиц, работавших по этой части науки, а также извлечения из годичных отчётов сада. Сборник назывался «Труды Императорского Ботанического Сада» (Acta Horti Petropolitani).
С 1901 по 1932 год Садом выпускался журнал, неоднократно менявший название:
- «Известия Санкт-Петербургского ботанического сада» (с 1901 до 1912 года) — сокращение: Izv. Imp. S.-Peterburgsk. Bot. Sada;
- «Известия Ботанического сада Петра Великого» (с 1912 года) — сокращение: Izv. Bot. Sada Petra Velikago (вариант: Bull. Jard. Bot. Petersb.);
- «Известия Главного ботанического сада РСФСР» (с 1917 года) — сокращение: Izv. Glavn. Bot. Sada R.S.F.S.R. (вариант: Bull. Jard. Bot. Rep. Russe);
- «Известия Главного ботанического сада СССР» (с 1925 года) — сокращение: Izv. Glavn. Bot. Sada S.S.S.R. (вариант: Bull. Jard. Bot. Princ. URSS);
- «Известия ботанического сада Академии наук СССР» (с 1930 по 1932 год) — сокращение: Izv. Bot. Sada Akad. Nauk S.S.S.R (вариант: Bull. Jard. Bot. Acad. Sc. URSS).

В 1933 году преобразован в журнал «Советская ботаника», который в 1947 году был слит с «Ботаническим журналом СССР» (основанным в 1916 году как «Журнал Русского ботанического общества») и получил название «Ботанический журнал».

### Научные связи
За всё время существования Ботанического сада он постоянно поддерживал отношения с другими ботаническими садами, разными садовыми учреждениями и отдельными лицами, занимающимися ботаникой. Происходил постоянный обмен растениями и семенами с Ботаническими садами в Калькутте, Перадении на Цейлоне, с двумя садами на Яве, с садами в Новой Голландии, в Америке и т. д.

### Экспедиции и пополнение коллекций
В первые годы существования Ботанического сада живые растения приобретались только покупкою и преимущественно в больших садовых заведениях Англии, Германии, Бельгии и Голландии; в последующие же годы, когда Сад был в состоянии сам культивировать растения, происходил обмен их на растения других стран. Кроме того, несколько раз устраивалась в Саду распродажа живых растений, оставшихся после мены. Особенное внимание Сада во второй период его деятельности было обращено на изучение флоры отдельных стран, для чего поручалось местным жителям за вознаграждение собирать семена, живые растения, составлять гербарии; или же чаще всего отправлялись туда путешественники на счёт Сада с обязательством доставить все собранные коллекции в Сад. В начале своей деятельности, за неимением средств, Сад редко командировал путешественников, и только в 1830 году начинается ряд длинных и важных в научном отношении путешествий.
В 1825 году профессор Э. И. Эйхвальд для собственных целей предпринял путешествие по Каспийскому морю и Закавказью; не желая пропустить столь удобный случай, Ботанический сад командировал на свой счет П. Г. Поморцева, определённого по этому случаю в Сад. Соединившись с Э. И. Эйхвальдом в Астрахани и проехав вместе до Баку, Поморцев отделился здесь от своего спутника и исследовал в продолжение осени Грузию. В Петербург он возвратился 30 ноября 1825 года.
Другое путешествие в этом году было совершено вокруг света садовым учеником Иваном Стюартом. Из этого путешествия было доставлено в Сад 8 ящиков с живыми и сухими растениями и семенами из Рио-де-Жанейро, Вальпараисо, с Сандвичевых островов, с острова Нукагива, из Камчатки, Ситки (Ново-Архангельска), Манильи и острова Святой Елены.
В 1827 году, с занятием русскими войсками Тебриза, император Николай повелел одесскому аптекарю Совичу, причисленному к Ботаническому саду, присоединиться к отряду генерал-майора Панкратьева и исследовать в ботаническом отношении западную часть Азербайджанской области. Взяв с собой двух живописцев (А. Д. Судакова и К. Г. Трусова), И. О. Сович посетил в 1829 году Армению, в 1830 году дошёл до Мингрелии и скончался 30 августа 1830 года в Кутаиси. Коллекции, собранные им, очень интересны и важны, так как дублеты послужили хорошим материалом для мены с другими ботаническими заведениями.
В 1830 году была приобретена за 12 000 рублей богатая коллекция живых растений Бразилии от ботаника Людвига Риделя, путешествовавшего с 1821 года в тех странах вместе с российским генеральным консулом в Бразилии и членом Императорской академии наук Григорием Ивановичем Лангсдорфом.
Богатый гербарий, собранный Риделем в 1821—1828 годах, был привезён в Петербург и достался в собственность Императорской академии наук; живые же растения приобретены Императорским Ботаническим садом. В 1831 году Ридель был причислен к Ботаническому саду и получил командировку снова ехать в Бразилию для собирания семян, растений и составления травника для Сада.
На севере экскурсировали два путешественника: Н. С. Турчанинов, исследовавший юго-восточную Сибирь, и А. И. Шренк, причисленный к Саду со званием ботаника для путешествий и исследовавший тундры до Уральского хребта и острова Вайгач (6 апреля — 8 декабря 1837 года). Летом 1839 года Шренк в сопровождении К. И. Мейнсгаузена посетил русскую Лапландию, дошёл до Кольского полуострова и, переправившись по морю в Архангельск, вернулся в Петербург. Наконец, 27 февраля 1840 года оба путешественника предприняли длинную экскурсию в страны, лежащие к югу от Алтайских гор, и вернулись из неё только в ноябре 1844 года, доставив Саду богатый материал растений из Джунгарии. По Высочайшему повелению в 1843 году был отправлен в Закавказские губернии причисленный к Саду в качестве путешественника Фридрих Коленати. Поездка его длилась около двух лет.
После этих путешествий был большой перерыв, в продолжение которого Ботанический сад не снаряжал ни одной экспедиции. Причина заключалась в том, что все средства, положенные по штату на путешествия, выдавались Шренку, оставленному при Саде для приведения в порядок собранных им коллекций, на них также печатались отчеты, путевые записки и разные наблюдения, произведённые им во время его путешествий.
Только в 1853 году сад был в состоянии дать средства для продолжительной поездки консерватора Карла Ивановича Максимовича вокруг света. Отправившись 18 сентября 1853 года из Санкт-Петербурга на фрегате «Диана», Максимович посетил Рио-де-Жанейро, Вальпараисо, Гонолулу и в июле 1854 года прибыл в губу Де-Кастри; отсюда он предпринимал большие экскурсии в бассейне Амура и, совершив обратный путь через Сибирь, 17 марта 1857 года вернулся в Петербург. Собранные им коллекции немедленно были обработаны, и издано известное сочинение Максимовича «Primitiae Florae Amurensis», составившее ему имя. Окончив работы по первой своей поездке, Максимович получил новую командировку — в Японию, продлившуюся долее первой, а именно с марта 1859 по июнь 1864 года.
Кроме того, Сад не раз отправлял садовников в разные страны и не пропускал случая участвовать в снаряжённых другими учреждениями экспедициях или же обращался к ботаникам тех стран, растения которых были интересны для Сада. Между экспедициями, доставлявшими по просьбе Сада ботанические коллекции, укажем на снаряжённую в 1855 году Императорским Русским географическим обществом учёную экспедицию в Восточную Сибирь, член которой Г. И. Радде привёз Саду до 1 000 видов растений, около 8 000 сухих экземпляров и множество семян. Гербарий этот обработан Регелем и Ф. Е. фон Гердером. Поселившись с 1863 года в Тифлисе, Радде предпринимал ежегодно поездки по Кавказу, откуда присылал Саду богатые коллекции живых и сухих растений и семян.
Наконец, много русских путешественников, не пользовавшихся никакими пособиями со стороны Сада, приносили свои коллекции в дар Саду. Из этих коллекций особенно ценны коллекции доктора Ф. А. Бузе из Закавказья и Персии, подпоручика Дмитрия Кузнецова из Японии, П. П. Семёнова с хребта Тянь-Шань и окрестностей озера Иссык-Куля, Р. К. Маака из Уссурийского края и много других коллекций; все они были приведены Садом в порядок.
Из всего сказанного видно, какими богатыми коллекциями обладал Сад к концу своего второго периода, к 1863 году, когда явилась потребность в совершенном преобразовании Сада. Число лиц, занимавшихся научной ботаникой, не соответствовало размеру занятий и объёму коллекций, а в хозяйственном отношении Сад пришёл в ветхость; явилась необходимость в постройке и обновлении оранжерей, жилых и хозяйственных строений, в приведении в порядок парка, огорода и т. д.

## Сад в XX веке
В 1901 году Артур Ячевский организовал фитопатологическую станцию (в 1907 году преобразована в Бюро микологии и фитопатологии).
Хранителем сада с 1905 года был Рихард Поле.
В 1908 году впервые был поднят вопрос о передаче Ботанического сада в ведение Академии наук.

Разрушения Ботанического сада, причинённые немецкой авиабомбой 15 ноября 1941 года

В 1913 году в связи с 200-летием Ботанического сада ему было присвоено имя Петра Великого.
После революции 1917 года саду были переданы оранжереи царских резиденций и частных усадеб Аптекарского острова.
С 1918 года — Главный ботанический сад РСФСР, с 1925 года — Главный ботанический сад СССР, в 1930 году сад передан в ведение Академии наук СССР.
В 1931 году в результате слияния Ботанического сада с Ботаническим музеем АН СССР образован Ботанический институт АН СССР (ныне — Ботанический институт имени В. Л. Комарова РАН). В 1919—1931 годах основным направлением работ Ботанического сада было изучение флоры, растительности и растительных ресурсов, исследования фотосинтеза и пр.
С 1938 по 1944 год и в 1948—1958 годах заведующим садом был Сергей Соколов.

Воронка от авиамбомбы, упавшей на Ботанический сад 15 ноября 1941 года

Во время Великой Отечественной войны Ботанический сад катастрофически пострадал от бомбёжек. За годы блокады на оранжереи Ботанического сада обрушилось 50 зажигательных бомб и 85 снарядов. Первая авиабомба на территорию сада упала 14 октября 1941 года, взрывной волной выбило стёкла в тропических оранжереях, перестала работать котельная. Самая большая авиабомба весом в несколько сот килограммов упала на сад 15 ноября 1941 года, причинив значительные разрушения, уничтожив остекление нескольких оранжерей, включая Большую Пальмовую. В таких условиях при установившейся морозной погоде в одну ночь тропическая коллекция была почти утеряна. Всего в блокаду удалось сохранить чуть более 250 растений: маленькие сеянцы, кактусы, то, что сотрудники могли унести в квартиры, и то, что могли собрать в одну небольшую оранжерею, которую отапливали печками. Всё остальное было полностью уничтожено. Огромный вклад в сохранение коллекции внёс учёный-садовод Николай Иванович Курнаков, спасая кактусы в собственной квартире. Рядом с садом в мае 1942 года был построен бункер командующего Балтийским флотом, а на территории сада стояли зенитные орудия.
После войны сад был воссоздан, отреставрированы оранжереи, собраны коллекции, которые превысили довоенные. В этом была заслуга директора Соколова, который отстоял сад от попыток его закрытия президентом АН СССР Сергеем Вавиловым.
Растения, пережившие войну, каждый год в День окончания блокады Ленинграда украшают георгиевскими ленточками. Традиция продолжается и по сей день.
Мемориальная доска, Ботанический институт:

«1714 г. Указ Петра I-го Аптекарский огород.
1823. Ботанический сад.
1918. Главный Ботанический сад РСФСР.
1931. Ботанический Институт Академии Наук СССР.
1940. Ботанический Институт им. В.Л. Комарова АН СССР»

Мемориальная доска, Ботанический сад:

Памяти сотрудников Великую Отечественную войну 1941-1945 гг.